# Ptychoglossus danieli
Espèce
Ptychoglossus danieli est une espèce de sauriens de la famille des Gymnophthalmidae.

## Répartition
Cette espèce est endémique du département d'Antioquia en Colombie. Elle se rencontre entre 1 500 et 2 000 m d'altitude dans le Nord de la cordillère Centrale.

## Étymologie
Cette espèce est nommée en l'honneur du frère Daniel Gonzalez Patiño (1909–1988).

## Publication originale
- Harris, 1994 : Review of the teiid lizard genus Ptychoglossus. Herpetological Monographs, vol. 8, p. 226-275.